# Filosofía religiosa
La filosofía religiosa es un pensamiento filosófico que está influenciado y dirigido como consecuencia de las enseñanzas de una religión en particular. Se puede hacer de manera objetiva, pero también se puede hacer como una herramienta de persuasión para los creyentes en esa fe. La filosofía religiosa se ocupa predominantemente de las concepciones de Dios, dioses o la divinidad.
Debido al desarrollo histórico de las religiones, muchas religiones comparten puntos en común con respecto a sus filosofías. Estas filosofías a menudo se consideran universales e incluyen creencias relacionadas con conceptos como el más allá, las almas y los milagros.

## Filosofías por religión
Cada religión también tiene filosofías únicas que las distinguen de otras religiones, y estas filosofías se guían a través de los conceptos y valores detrás de la enseñanza perteneciente a ese sistema de creencias. Las diferentes filosofías religiosas incluyen:
- Filosofía budista: elaboración y explicación de las enseñanzas impartidas por el Buda
- Filosofía cristiana: desarrollo de la filosofía que se caracteriza por provenir de una tradición cristiana.
- Filosofía hindú: varios sistemas de pensamiento en el hinduismo
- Filosofía islámica: filosofía que se caracteriza por provenir de una tradición islámica.
- Filosofía Jainista: filosofía India
- Filosofía judía; filosofía llevada a cabo por judíos, o en relación con la religión del judaísmo.
- Filosofía Sikh
- Filosofía taoísta
- Filosofía zoroástrica

## Similitudes filosóficas
La fe religiosa y la reflexión filosófica están conectadas entre sí. La tradición religiosa influye en el pensamiento filosófico y las creencias de los seguidores de esa religión.
Han surgido muchas similitudes filosóficas entre las religiones debido a fundamentos históricos centrales. Por ejemplo, las religiones abrahámicas, que abarcan el judaísmo, el cristianismo, el islam, la fe bahá'í, yezidi, drusa, samaritana y rastafari, comparten similitudes filosóficas, aunque difieren en la presentación de estos conceptos filosóficos a través de sus respectivos textos religiosos.
También hay conceptos filosóficos y razonamientos en las enseñanzas religiosas que fueron concebidos independientemente unos de otros, sin embargo, siguen siendo similares y reflejan ideas análogas. Por ejemplo, el argumento y el razonamiento de la existencia de un dios omnisciente o múltiples dioses se pueden encontrar en varias religiones, incluido el cristianismo, el islam y el hinduismo. Otro ejemplo incluye el concepto filosófico de libre albedrío; presente tanto en religiones monoteístas como en religiones politeístas.

## Tipos

### Filosofía religiosa intuitiva
Muchos conceptos religiosos se consideran "omnipresentes entre culturas", ya que son "cognitivamente naturales". Se consideran intuitivos, lo que significa que surgen sin mucha dirección, instrucción o entrenamiento en las primeras etapas de nuestro desarrollo intelectual, y no necesariamente surgen de la influencia cultural. Tales conceptos religiosos incluyen creencias sobre "la vida después de la muerte, almas, agentes sobrenaturales y eventos milagrosos".

### Filosofía religiosa reflexiva
Algunos conceptos religiosos requieren una enseñanza deliberada para asegurar la transmisión de sus ideas y creencias a los demás. Estas creencias se clasifican como reflexivas y, a menudo, se almacenan en un formato lingüístico que permite una fácil transmisión. Se cree que las filosofías reflexivas contribuyen significativamente a la continuación de las creencias culturales y religiosas.  Tales filosofías religiosas incluyen el karma, la justicia divina inmanente o la providencia, y también abarcan conceptos teológicos como la Trinidad en el cristianismo o el Brahman en el hinduismo.

## Dios
La filosofía religiosa se ocupa predominantemente de las concepciones de dios, dioses y/o lo divino.

### Argumentos ontológicos
Los argumentos ontológicos son argumentos basados en la razón con la conclusión de que Dios existe. Hay muchos contribuyentes notables al desarrollo de varios argumentos ontológicos.
En el siglo XI de nuestra era, San Anselmo de Canterbury (1033-1109) razonó en su obra Proslogion la existencia de Dios en un argumento ontológico basado en la idea de un 'ser que no puede concebirse mayor'.
Tomás de Aquino (c. 1225-1274) extrajo componentes de la enseñanza filosófica relevantes para el cristianismo, utilizando la filosofía como medio para demostrar la existencia de Dios. En su obra Summa Theologica, Aquino presenta 5 argumentos para la existencia de Dios, conocidos como 'quinque viae' o 'cinco caminos'.

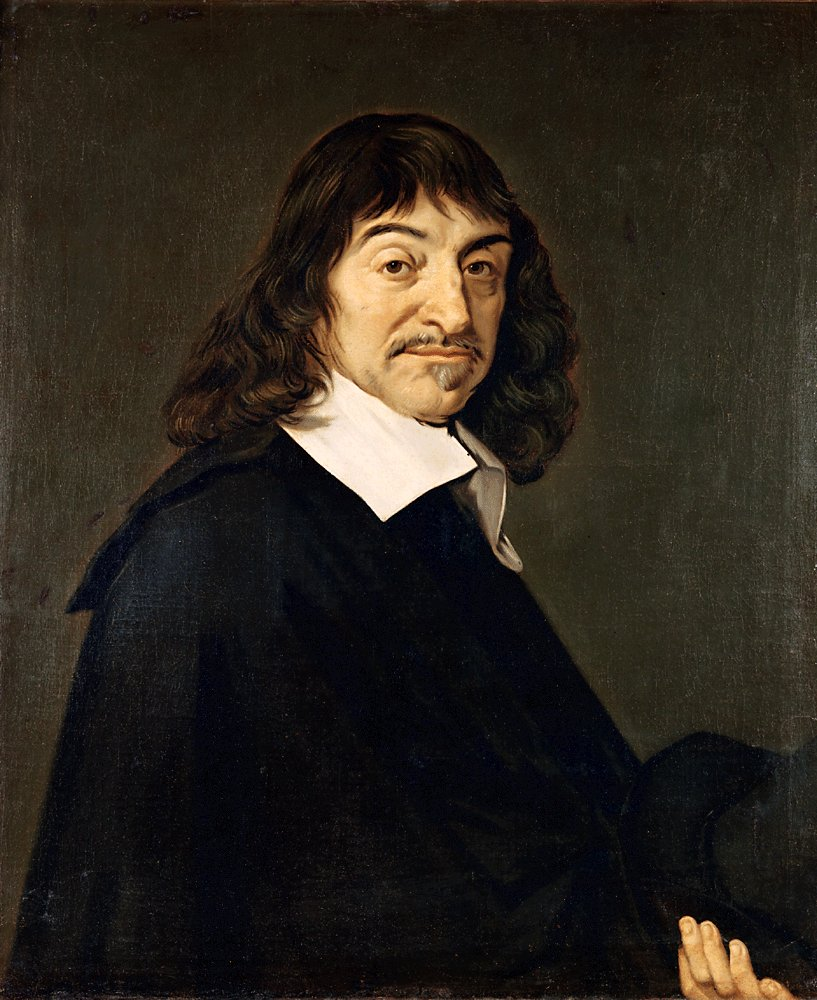
Retrato de René Descartes

En el siglo XVII, René Descartes (1596-1650) propuso argumentos similares a los de San Anselmo de Canterbury. Por ejemplo, en su obra Quinta Meditación proporciona un argumento ontológico basado en el razonamiento de que si somos capaces de concebir la idea de un ser supremamente perfecto (es decir, que tenemos una idea de un ser supremamente perfecto) entonces, afirma, somos capaces de llegar a la conclusión de que existe un ser supremamente perfecto. Existen dos versiones para el argumento ontológico de Descartes:
- Versión A:

1. Todo lo que percibo clara y distintamente que está contenido en la idea de algo es verdadero de esa cosa.
2. Percibo clara y distintamente que la existencia necesaria está contenida en la idea de Dios.
3. Por lo tanto, Dios existe.

- Versión B:

1. Tengo una idea de un ser supremamente perfecto, es decir, un ser que tiene todas las perfecciones.
2. La existencia necesaria es la perfección.
3. Por lo tanto, existe un ser supremamente perfecto.

En el siglo XVIII, Gottfried Leibniz (1464 - 1716) desarrolló aún más el argumento ontológico de Descartes al intentar satisfacer una deficiencia en la propuesta de Descartes que no abordaba la coherencia de un ser supremamente perfecto. Leibniz razonó que las perfecciones son compatibles ya que no pueden ser analizadas, y por lo tanto son capaces de existir en una sola entidad validando así el argumento de Descartes.
Más recientemente, individuos como Kurt Gödel, Charles Hartshorne, Norman Malcolm, y Alvin Plantinga han propuesto argumentos ontológicos, muchos de los cuales elaboran o están conectados con argumentos ontológicos más antiguos presentados por individuos como St. Anselmo, Descartes y Leibniz. Por ejemplo, Kurt Godel (1905-1978) utilizó la lógica modal para elaborar y aclarar la versión de Leibniz de la prueba ontológica de San Anselmo de Canterbury sobre la existencia de Dios, conocida como Prueba ontológica de Gödel.

### Concepto de Dios
La percepción de un individuo sobre el concepto de Dios influye en su estilo de afrontamiento. Existen cuatro mecanismos principales de afrontamiento de tipo religioso
1. Estilo de autodirección: el individuo no involucra a Dios directamente y, en cambio, adopta individualmente un método de resolución de problemas.[19][20]
2. Estilo deferente: el individuo somete su asunto y la resolución del problema requerido a Dios.[19][20]
3. Estilo de colaboración: tanto el individuo como Dios participan en el proceso de resolución del problema.
4. Estilo de rendición: el individuo trabaja en colaboración con Dios en el proceso de resolución de problemas, pero valora la dirección de Dios por encima de la suya.[19][21]

## Impactos
La filosofía religiosa influye en muchos aspectos de la concepción y la visión de la vida de los individuos. Por ejemplo, los estudios empíricos que se concentran en el concepto filosófico de espiritualidad al final o cerca del final de la vida, llevados a cabo en la India, encontraron que los individuos que siguen los conceptos filosóficos indios están influenciados por estos conceptos en su "percepción de la espiritualidad".
Las consideraciones relativas a la atención médica, la muerte, la dieta y el embarazo difieren entre los seguidores de las distintas religiones debido a sus respectivas filosofías.

### Atención médica
La filosofía religiosa de un individuo es importante a la hora de considerar su atención médica y sus decisiones médicas, mejorando la calidad de su tratamiento médico. Particularmente, en el caso de los cuidados paliativos, la comprensión de los diferentes fundamentos filosóficos religiosos permite obtener la atención espiritual adecuada para el paciente. La filosofía religiosa es también una consideración necesaria en el tratamiento psicoterapéutico de trastornos psiquiátricos.

#### Donación de órganos
La consideración de la donación de órganos después de la muerte está relacionada con la filosofía religiosa del individuo.

##### Filosofía islámica
Las filosofías islámicas prohíben la violación del cuerpo humano, sin embargo, simultáneamente, dan importancia al desinterés;
Y quien salva a uno, es como si hubiera salvado a toda la humanidad. (Corán 5:32)
La donación de órganos está generalmente respaldada, concretamente a través del principio de que la necesidad anula la prohibición conocido como al-darurat tubih al-mahzurat.  Las objeciones a la donación de órganos en la religión islámica se originan principalmente en los fundamentos culturales más que en los filosóficos religiosos, con su principio altruista que permite excepciones en lo que respecta a la intervención médica, por ejemplo; con la participación de porcino en injertos óseos o insulina de cerdo. Se han tomado decisiones formales sobre la donación de órganos en relación con las enseñanzas islámicas, por ejemplo, el Consejo de la Ley Musulmana del Reino Unido emitió en 1996 un Ijtihad (dictamen religioso) que definía el trasplante de órganos dentro del ámbito del seguimiento islámico, y el Consejo de la Asamblea de Jurisprudencia Islámica en Arabia Saudí en 1988 aprobando la donación de órganos, con decisiones formales similares tomadas en Egipto, Irán y Pakistán.

##### Filosofía cristiana
Las filosofías cristianas generalmente respaldan la donación de órganos, aunque el razonamiento y la opinión difieren entre las sectas. Los teólogos cristianos hacen referencia a la Biblia con respecto a la donación de órganos, en particular; 
Curad a los enfermos, limpiad a los leprosos, resucitad a los muertos, echad fuera a los demonios: de gracia habéis recibido, dad de gracia. (Mateo 10:8)
Nadie tiene mayor amor que el que da la vida por sus amigos. (Juan 15:13)
La mayoría de los eruditos cristianos sancionan el trasplante de órganos por considerarlo un acto de desinterés, y la Iglesia Católica y la Iglesia Protestante respaldaron la donación de órganos en una declaración conjunta en 1990, promoviendo la acción como un acto de amor cristiano.

##### Filosofía judía
Las filosofías judías dan gran importancia al entierro intacto de los difuntos debido a los fundamentos halakhic. Sin embargo, al igual que el Islam, el altruismo en forma de salvar una vida, conocido como pikuach nefesh en la ley judía, anula todos los demás mandamientos y prohibiciones;
Quien destruye un alma, se considera como si destruyera un mundo entero. Y quien salva una vida, se considera como si salvara un mundo entero. (Talmud de Babilonia, tratado Sanedrín 37a)
 La donación de órganos está respaldada por la mayoría de los estudiosos judíos.

#### Eutanasia
La consideración de la eutanasia está influenciada por la filosofía religiosa del individuo. Gran parte de la oposición a la legislación de la eutanasia se debe a las creencias religiosas. Los individuos que expresan una creencia en Dios como entidad que controla el destino se oponían más a la legalización de la eutanasia y del suicidio asistido por el médico. Por ejemplo, religiones como la Ciencia Cristiana, la Iglesia de Jesucristo de los Santos de los Últimos Días, el Hinduismo, el Islam, los Testigos de Jehová y los Adventistas del Séptimo Día generalmente no permiten ni practican la eutanasia.

##### Filosofía islámica
La jurisprudencia islámica no aprueba ni permite que una persona muera voluntariamente. Las filosofías islámicas indican que la vida es un don divino y sagrado, y que Alá decide cuánto tiempo vivirá cada individuo. El momento de la muerte, conocido como ajal, no puede acelerarse mediante ninguna forma de intervención voluntaria pasiva o activa (por ejemplo, en forma de eutanasia), ya que está completamente bajo el control de Alá. Sólo Alá tiene la autoridad absoluta y la capacidad de dar la vida, así como de quitarla. Las filosofías islámicas enfatizan que la vida no pertenece al humano, sino a Alá. Aunque el Corán afirma: No quitéis la vida -que Alá ha hecho sagrada- si no es por una causa justa (Corán 17:33), la literatura de hadith indica que, a pesar del dolor y el sufrimiento intolerables, la eutanasia no se aprueba. Por ejemplo, según Sahih Muslim, en la Batalla de Hunayn un guerrero musulmán se suicidó debido al dolor de su herida, sin embargo el Profeta Muhammad declaró que este acto negaba su valor y servicio a Alá y lo condenaba al infierno.

#### Aborto
Muchas religiones tienen un valor filosófico hacia la vida de todas las formas y, por tanto, están completamente en contra del aborto. Sin embargo, el aborto se tolera en casos específicos, como la violación o cuando la vida de la madre está en peligro.

##### Filosofía hindú
Las filosofías hindúes prohíben el aborto, de acuerdo con el dharmasastras. La filosofía hindú respecto a la concepción implica la creencia de que tanto las cualidades físicas como las espirituales, como el karma pasado de un individuo, existen y entran en el embrión humano desde el momento de la concepción.

##### Filosofía budista
En las filosofías budistas, al igual que en las hindúes, existe una visión moralmente negativa hacia el aborto de acuerdo con Los cinco preceptos. Sin embargo, la intención detrás de una acción es una consideración importante, y, por tanto, muchos budistas aceptan la idea del aborto si es bajo la pretensión de una buena intención.

##### Filosofía judía
Las filosofías judías en las obras rabínicas generalmente condenan el aborto, el feticidio o el infanticidio ya que se considera una acción inmoral sobre la vida humana. Sin embargo, "el aborto aparece como una opción para las mujeres judías desde las primeras fuentes de la Biblia y los comentarios mishnaicos", donde el Talmud indica que la vida de la madre es prioritaria si su vida o bienestar está en riesgo por el niño, permitiendo así el aborto. Las leyes judías no aprueban el aborto en escenarios que involucren violación o incesto.

##### Filosofía taoísta
La filosofía taoísta expresa el deseo de encontrar y mantener un equilibrio entre las poblaciones y sus recursos. Por lo tanto, debido a estas filosofías, la gestión de la población fue de interés nacional observada en la política de un solo hijo de China. Sin embargo, no se fomenta el aborto ya que "corrompería el cuerpo y negaría erróneamente la capacidad del cuerpo para dar vida".

### Dieta
Muchas religiones siguen hábitos dietéticos. Por ejemplo, una dieta vegetariana es seguida por individuos que siguen el budismo, el hinduismo, el adventismo del séptimo día. El énfasis en la santidad de toda vida en la doctrina ética conocida como ahimsa (no dañar a los seres vivos) en las filosofías budistas e hindúes abarca tanto la vida humana como la animal, e influye en esta tradición vegetariana, con una influencia moderna que incluye el concepto de reencarnación.
El ayuno de varias formas (exclusión de alimentos específicos o grupos de alimentos, o exclusión de alimentos durante ciertos períodos de tiempo) son llevados a cabo por individuos que siguen filosofías de la Iglesia de Jesucristo de los Santos de los Últimos Días, ortodoxos orientales, el Islam, el catolicismo romano.
Algunas religiones exigen que se invoque la comida en nombre de Dios. Por ejemplo, en el Islam, la carne debe proceder de animales "limpios" debidamente sacrificados, lo que se conoce como halal, aunque está prohibido consumir animales carroñeros. El propósito filosófico religioso que subyace a las leyes dietéticas islámicas deriva de los mandamientos de Alá (Corán y Sunnah del Santo Profeta) es el concepto de pureza, donde los musulmanes consumen lo que se considera puro y limpio para ser puros tanto en un sentido físico como espiritual. Otro ejemplo son las leyes judías Kosher, en las que los individuos deben observar las leyes alimentarias kosher derivadas de los textos de las escrituras religiosas Torah y Mishnah.